# Monte Carlo Masters 2014
Il Monte Carlo Masters 2014, conosciuto anche come Monte Carlo Rolex Masters 2014 per motivi di sponsorizzazione, è stato un torneo di tennis maschile sulla terra rossa. È stata la 107ª edizione del Monte Carlo Masters, sponsorizzato dalla Rolex, facente parte della categoria ATP World Tour Masters 1000 nell'ambito dell'ATP World Tour 2014. Il torneo si è svolto al Monte Carlo Country Club di Roquebrune-Cap-Martin in Francia, vicino a Monte Carlo nel Principato di Monaco, dal 13 al 20 aprile 2014.

## Partecipanti

### Teste di serie
| Nazionalità | Giocatore          | Ranking* | Testa di serie |
| ----------- | ------------------ | -------- | -------------- |
| Spagna      | Rafael Nadal       | 1        | 1              |
| Serbia      | Novak Đoković      | 2        | 2              |
| Svizzera    | Stan Wawrinka      | 3        | 3              |
| Svizzera    | Roger Federer      | 5        | 4              |
| Rep. Ceca   | Tomáš Berdych      | 6        | 5              |
| Spagna      | David Ferrer       | 7        | 6              |
| Francia     | Richard Gasquet    | 8        | 7              |
| Canada      | Milos Raonic       | 9        | 8              |
| Francia     | Jo-Wilfried Tsonga | 10       | 9              |
| Italia      | Fabio Fognini      | 11       | 10             |
| Spagna      | Tommy Robredo      | 12       | 11             |
| Bulgaria    | Grigor Dimitrov    | 13       | 12             |
| Russia      | Michail Južnyj     | 14       | 13             |
| Sudafrica   | Kevin Anderson     | 15       | 14             |
| Spagna      | Nicolás Almagro    | 16       | 15             |
| Polonia     | Jerzy Janowicz     | 17       | 16             |

- Ranking al 18 marzo 2014.

### Altri partecipanti
I seguenti giocatori hanno ricevuto una wild card per il tabellone principale:
- Roger Federer
- Dominic Thiem
- Simone Bolelli
- Benjamin Balleret

I seguenti giocatori sono passati dalle qualificazioni:

- David Goffin
- Paul-Henri Mathieu
- Albert Montañés
- Tejmuraz Gabašvili
- Albert Ramos Viñolas
- Michaël Llodra
- Evgenij Donskoj

## Punti e montepremi
Poiché il Masters di Monte Carlo è un Masters 1000 non obbligatorio ha una speciale regola per il punteggio: pur essendo conteggiato come un torneo 500, i punti sono quelli di un Masters 1000. Il montepremi complessivo è di € 3.452.415. 
| Torneo    | Torneo              | V       | F       | SF      | QF     | 3T     | 2T     | 1T     | Q      | Q2    | Q1    |
| Singolare | Punti               | 1000    | 600     | 360     | 180    | 90     | 45     | 10     | 25     | 16    | 0     |
| Singolare | Premi in denaro (€) | 549.000 | 269.150 | 135.480 | 68.890 | 35.775 | 18.860 | 10.185 | –      | 2.140 | 1.090 |
| Doppio    | Punti               | 1000    | 600     | 360     | 180    | 90     | –      | 90     | 0      | –     | –     |
| Doppio    | Premi in denaro (€) | 170.000 | 83.240  | 41.750  | 21.430 | 11.080 | 5.840  | –      | 10.120 | 5.340 | –     |

## Campioni

### Singolare
Stan Wawrinka ha sconfitto in finale  Roger Federer per 4–6, 7–6(5), 6–2.
- È il settimo titolo in carriera per Wawrinka, il primo Masters 1000. È il terzo titolo del 2014.

### Doppio
Bob Bryan /  Mike Bryan hanno sconfitto in finale  Ivan Dodig /  Marcelo Melo per 6–3, 3–6, [10–8].